# 土田晃之
土田晃之（日语：／ Tsuchida Teruyuki */?，1972年9月1日—）是日本男性搞笑藝人，生於東京都練馬區，出身於埼玉縣大宮市，所屬經紀公司為太田製作。已婚，育有三子一女。日本綜藝界雛壇藝人（類似華語圈的「通告藝人」）的代表人物之一。

## 外部連結
- 經紀公司個人介紹頁（日語）